# Spilosoma rubroventralis
Spilosoma rubroventralis är en fjärilsart som beskrevs av Felix Bryk 1948. Spilosoma rubroventralis ingår i släktet Spilosoma och familjen björnspinnare. Inga underarter finns listade i Catalogue of Life.